# Pa oli boix
El pa oli boix és un entrant fet a base de pa, oli d'oliva, nyora i sal grossa. És un plat típic de la població de Mutxamel, a l'Alacantí.
La seua preparació és ràpida i senzilla. S'unten llesques de pa (es recomana pa de forn) amb oli d'oliva i se li afig nyora torrada picada en morter, i sal grossa.
És un plat que sol emprar-se com acompanyant. També es pot combinar amb allioli o amb un altre plat típic de l'Alacantí, la pericana.